# Landsmannschaft (Frühe Neuzeit)

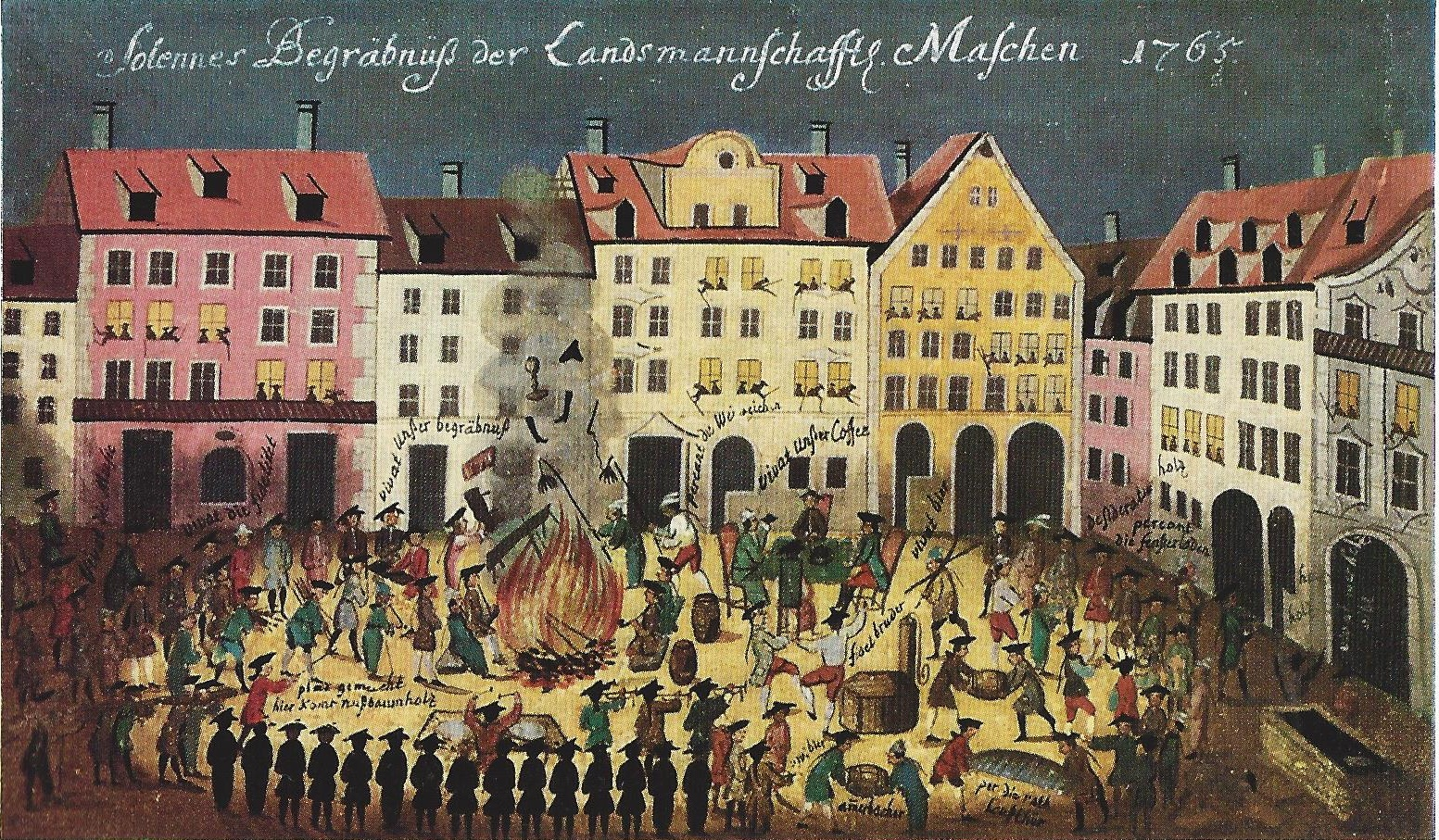
Festliche Verbrennung der landsmannschaftlichen Abzeichen in Jena (1765)

Als Landsmannschaft bezeichneten sich Vereinigungen von deutschen Studenten aus einem Land. Ihre Vielfalt ist unübersehbar, ihre begriffliche und zeitliche Zuordnung schwierig. So gab es an der Universität Bologna eine „teutsche Nation“ und an den deutschen Universitäten pommersche, fränkische, schlesische und viele andere „Landsmannschaften“.

## Geschichte

Die 10 Reichskreise am Anfang des 16. Jahrhunderts.

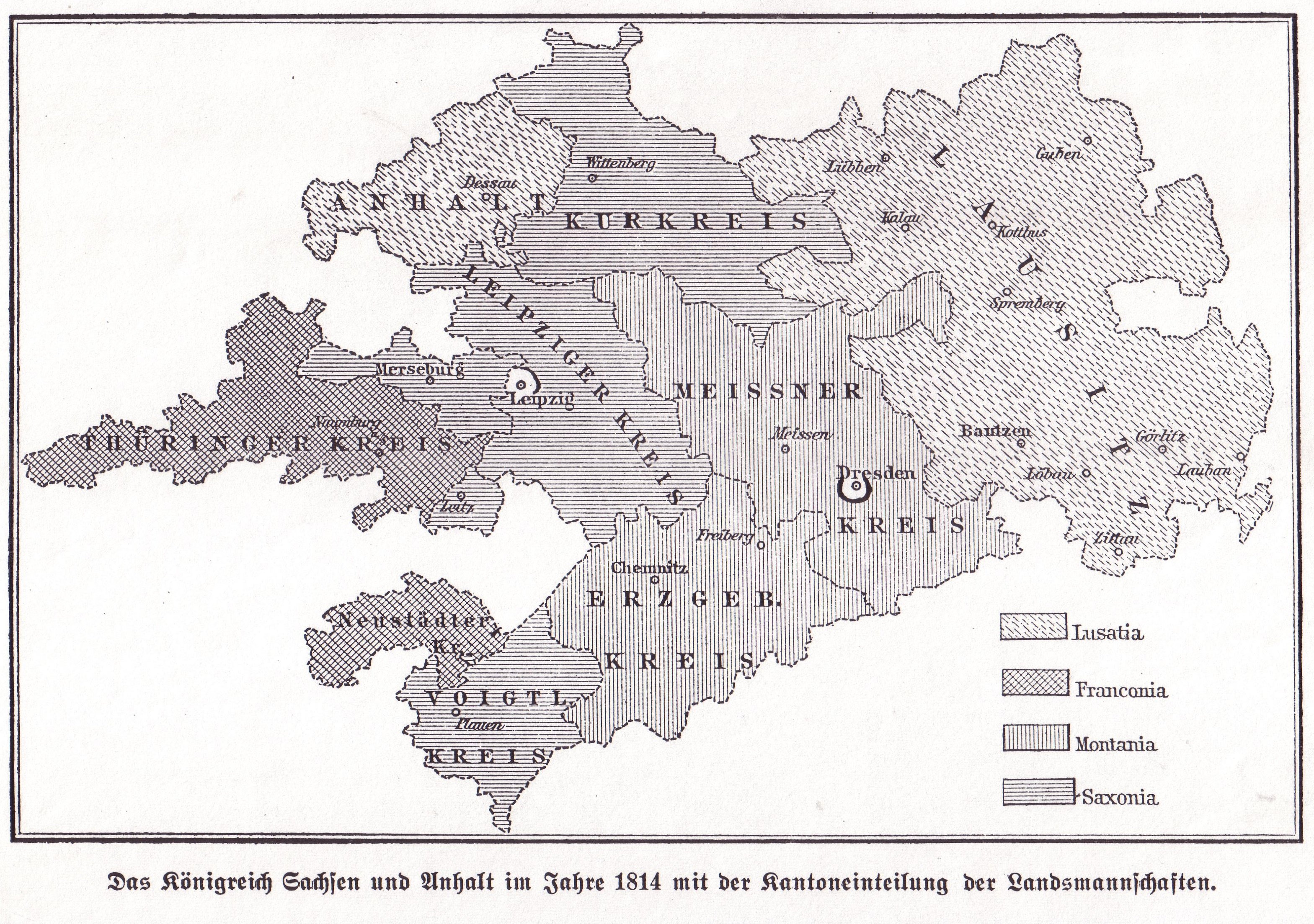
Sächsische Kantoneinteilung (1814)

Die früheste Form studentischer Zusammenschlüsse waren die Nationes, die mit den ersten Universitäten ab dem 11. Jahrhundert in Europa aufkommen. Mit der Reformation und hochschulpolitischen sowie politisch-sozialen Veränderungen starben die meisten Nationes aus.
Vor allem seit der zweiten Hälfte des 17. Jahrhunderts bildeten sich an den protestantischen deutschen Universitäten erneut studentische Gemeinschaften in Form von Landsmannschaften, die auch societates genannt wurden, aus. Diese selbstverwalteten Vereinigungen standen nicht mehr unter der Aufsicht der Universitätsbehörden und waren private Vereinigungen von Studenten gleicher geographischer Herkunft. Den älteren Nationes (Südlicher Typ) glichen sie jedoch in der Weise, als dass sie eine Sozietät darstellen, deren Intention in der Unterstützung und sozialen Integration der Neulinge lag und deren Interesse sie bereitwillig vertraten.
Schindelmeiser schreibt:

„Während der Adel selten auf den Hochschulen anzutreffen war, solange der Theologe die erste Rolle spielte, wandelte sich das Bild, als der Jurist wieder im Staatsdienst bevorzugt wurde. … Sein Vorrecht war es andrerseits, bewaffnet gehen zu dürfen. Ein Teil der übrigen Studentenschaft nahm sich daran ein Vorbild; der folgende lange (Dreißigjährige) Krieg verstärkte diese Neigung. In den Landsmannschaften sammelte sich schließlich alles, was diese Auffassung vertrat.
Nachdem der Pennalismus unterdrückt worden war, schloß sich dagegen der weniger tatkräftige Teil der Studenten nicht mehr den Landsmannschaften an. Diese Studenten wurden als Wilde oder Obscuranten bezeichnet, während die Landsmannschaften sich Verbundene nannten. Der Einfluß dieser war wiederum größer an Hochschulen, an denen von vornherein Studenten aus mehrerer Herren Länder zusammentrafen; denn die Staatsaufsicht war dort weniger streng. Abgesehen von ihrer Lage waren deshalb Jena und Halle für die Entwicklung des Brauchtums von besonderer Bedeutung.
Die Verbindung der in den Landsmannschaften zusammengeschlossenen Studenten war nicht fest. Es gab auch innerhalb der eigenen Reihen Streitigkeiten, die mit der Waffe ausgetragen wurden. Sobald der Verbundene die Hochschule verlassen hatte, unterhielt er höchstens mit einstigen Freunden die alten Beziehungen aufrecht. Bünder verfielen dagegen und wurden wieder aufgemacht. Es fehlte von vornherein das Bestreben, einen in der Jugend gegründeten Freundeskreis lebenslänglich zu erhalten.“

Die Zahl der Landsmannschaften hing stark von der Größe der Universität ab. Die meisten Hochschulen hatten in dieser Zeit nur einige hundert Studenten, die größten rund tausend. Deshalb gab es nicht für jedes Territorium eine eigene Landsmannschaft. Bei den großen Ländern mit starken Herrscherdynastien (Preußen Borussia, Bayern Bavaria) war das unproblematisch, fragmentierte Gebiete mit vielen Kleinstaaten (Rheinland, Westfalen, Schwaben, Franken) wurde auch gern nach den seit dem 15. Jahrhundert existierenden Reichskreisen zusammengefasst (Rhenania, Guestphalia, Suevia, Franconia).
Die kleinen Ostseeuniversitäten (Kiel, Rostock, Greifswald, Königsberg) hatten in der Regel geringe oder keine Aktivitäten von Landsmannschaften. Hier waren alle Studenten in der Allgemeinheit oder Burschenschaft zusammengefasst, also der Gesamtheit der Burschen, der Studenten. Dieser Begriff Burschenschaft wurde dann später ab 1815 von den Studenten in Jena als Bezeichnung für ihre Neugründung einer allumfassenden, politisch ausgerichteten Verbindungsform wieder aufgegriffen, die sich bewusst gegen die landsmannschaftliche Gliederung der Studentenschaft wandte.

Abzeichen der Landsmannschaften an der Universität Leipzig
Sachsen
Meißner
Polen
Bayern

### Verbote
Landsmannschaften machten sich verdächtig, für Auswüchse und Exzesse unter den Studenten verantwortlich zu sein. Die damals üblichen ausufernden Trinkgelage, das oft ungezügelte Duellwesen und Prügeleien mit Handwerksgesellen wurden ihnen angelastet.
Die damaligen Landsmannschaften waren häufig verboten, wobei diese Verbote aber nur mehr oder weniger streng umgesetzt wurden. Meistens gab es aktuelle Anlässe für Verfolgungen, die sich dann wieder beruhigten. So lässt sich die Existenz vieler Landsmannschaften ex negativo aus Gerichtsakten und Verboten nachweisen.
Bis zum letzten Jahrzehnt des 18. Jahrhunderts trug der Student im Alltag jederzeit eine Waffe. Neben den halbwegs regulären Duellen, die auf Ehrenstreitigkeiten beruhten und bei denen Kartellträger, Sekundanten und Unparteiische zum Einsatz kamen, gab es oft auch spontane Auseinandersetzungen, die an Ort und Stelle ausgetragen wurden, in der Form des so genannten Rencontre (frz. „Zusammentreffen, Gefecht“). Ab 1794 wurde das Recht zum Waffentragen für Studenten im Heiligen Römischen Reich eingeschränkt, Fechtwaffen durften nur noch auf Reisen von Stadt zu Stadt zur Selbstverteidigung mitgenommen werden, bei Gängen innerhalb der Stadt oder bei Spaziergängen oder -ritten außerhalb der Stadt waren sie verboten. Dies führte zu einer Verfeinerung und gesteigerten Formalisierung des Duellwesens.
| Stadt | Jena | Helmstedt | Leipzig | Greifswald | Gießen | Königsberg | Heidelberg | Halle | Göttingen | Erlangen | Kiel | Marburg |
| Jahr  | 1644 | 1654      | 1654    | 1659       | 1664   | 1664       | 1683       | 1717  | 1751      | 1769     | 1774 | 1789    |

### 18. Jahrhundert

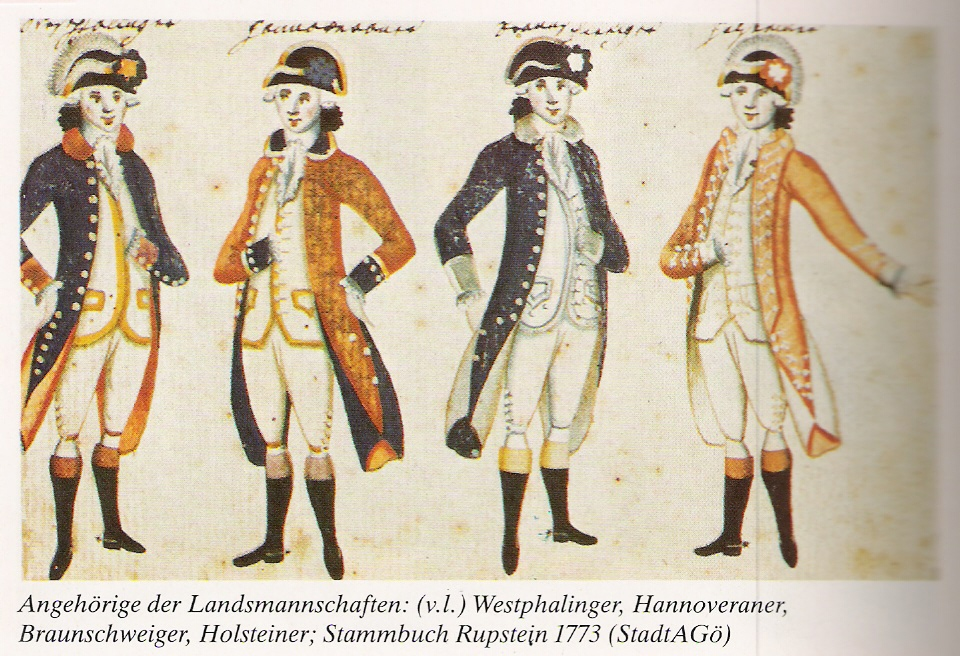
Landsmannschaftliche Uniformen in Göttingen (1773)

Vor allem im 18. Jahrhundert trugen Mitglieder von Landsmannschaften eine Art Uniform. So war in der Regel die Farbe des Rockes und die Farbe der Rockaufschläge einheitlich. Teilweise wurde ein- oder zweifarbige Nationalkokarden am Hut getragen. Diese Einheitlichkeit wurde von den Universitätsbehörden als Abzeichen geheimer Gesellschaften verfolgt.
Bei der Gestaltung der Uniformen spielten auch die im 18. Jahrhundert von den Herrschern eingeführten Civiluniformen eine Rolle, die von den Amtsträgern des jeweiligen Landes in Landesfarben getragen werden mussten. So wurde es üblich, dass die Erben dieser Würdenträger schon an der Universität mit der Uniform ihrer Väter einheitlich auftraten. Das konnte dann allerdings schlecht als Abzeichen einer geheimen Gesellschaft verboten werden.
Die Unterscheidung, was als Abzeichen eines verbotenen Zusammenschlusses oder als erlaubte Anwendung von Landesfarben zu gelten hatte, war und blieb bis weit in die erste Hälfte des 19. Jahrhunderts ein Problem, das die Universitätsverwaltungen teilweise intensiv beschäftigte.
So besagen die Göttinger Universitätsgesetze aus dem Jahre 1802:

„In Gefolg dieser Verbote wegen der Orden und Landsmannschaften sind ferner auch alle Kennzeichen, und Unterscheidungs-Merkmahle in Kleidungen, Cocarden, u.s.w. in Göttingen zu tragen, den Studierenden verboten. So bald Jemand dergleichen an sich bemerken läßt, wird solches als eine Anzeige betrachtet, daß er in einer unerlaubten Verbindung stehe, und ist mit demselben Art. 18 Nr. 4 zu verfahren. Im übrigen aber auf alle Fälle ist der Gebrauch solcher Kennzeichen mit Carcerstrafe und nach Befinden mit dem Consilio abeundi zu belegen. Es versteht sich übrigens nach der Ansicht dieses Verbots von selbst, daß darunter so wenig militärische, als Hof- und Jagduniformen, sammt den dazu gehörigen Cocarden begriffen sind, welche einem Jeden, der beweisen kann, daß er seinem Stande nach dazu berechtigt ist, zu tragen unbenommen bleibt.“

Der Zusammenschluss der Landsmannschaften war in der ersten Hälfte aber noch eher lose. Eine verschworene Gemeinschaft, gar mit strengem Lebensbundprinzip, gab es nicht. Das führten die zur Mitte des Jahrhunderts aufkommenden Studentenorden ein, die mit ihrer strafferen Ordnung, ihren Zeremonien und ihren Ordensgesetzen die Landsmannschaften durch die überwiegende Doppelmitgliedschaft sowohl in den Orden wie den Landsmannschaften beeinflussten. Allein für Göttingen sind heute Konstitutionen von Landsmannschaften des 18. Jahrhunderts bekannt. So kann man aus den überlieferten Protokollen der Hannöverschen Landsmannschaft für die Jahre 1777–1779 den Inhalt der geltenden Gesetze der Landsmannschaft ableiten. Diese hatte Chargierte, ein Selektionsprinzip bei der Aufnahme durch Rezeption und Strafgewalt über die Mitglieder angefangen von Geldstrafen bis hin zur Exclusion bei Verstoss gegen die Prinzipien. Mit der Silhouetten-Sammlung Schubert liegt eine zeitlich unmittelbar anschließende Dokumentation landsmannschaftlichen Lebens an dieser Universität vor. Auch die Gesetze der Westphälischen Landsmannschaft in Göttingen vom 4. November 1787 sind erhalten.

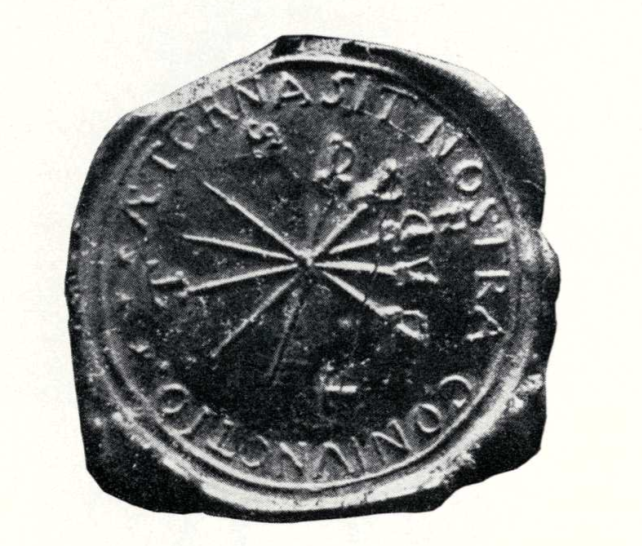
Mosellaner-Siegel (1760)
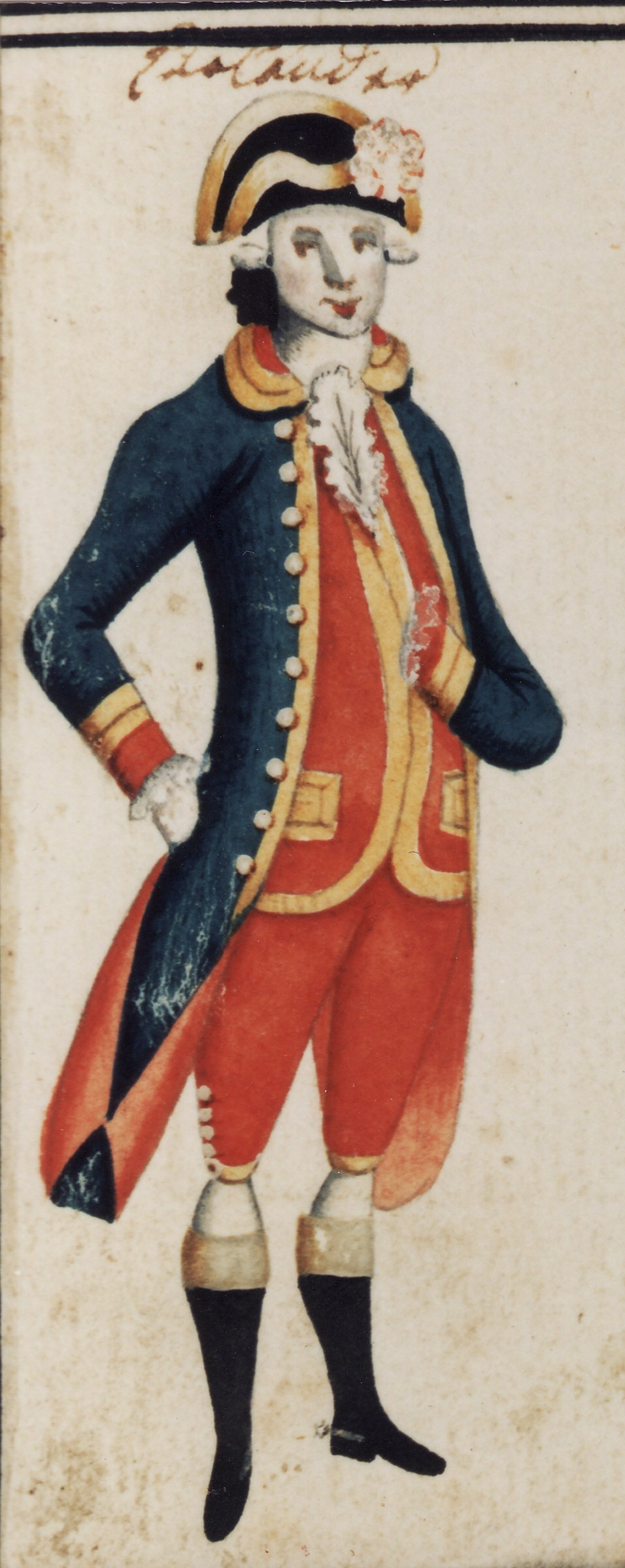
Kurländer-Uniform (1773)
Braunschweiger (1779)
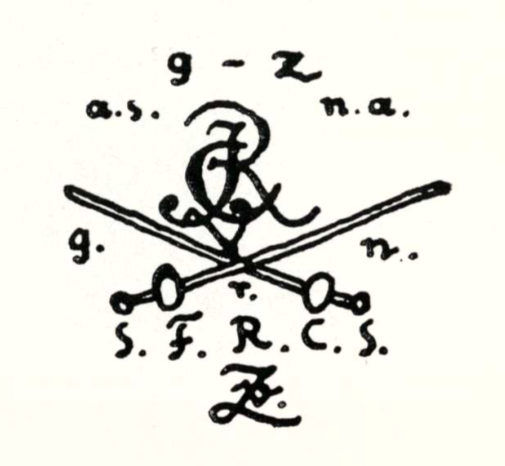
Jenaer Rhenanen (1797)
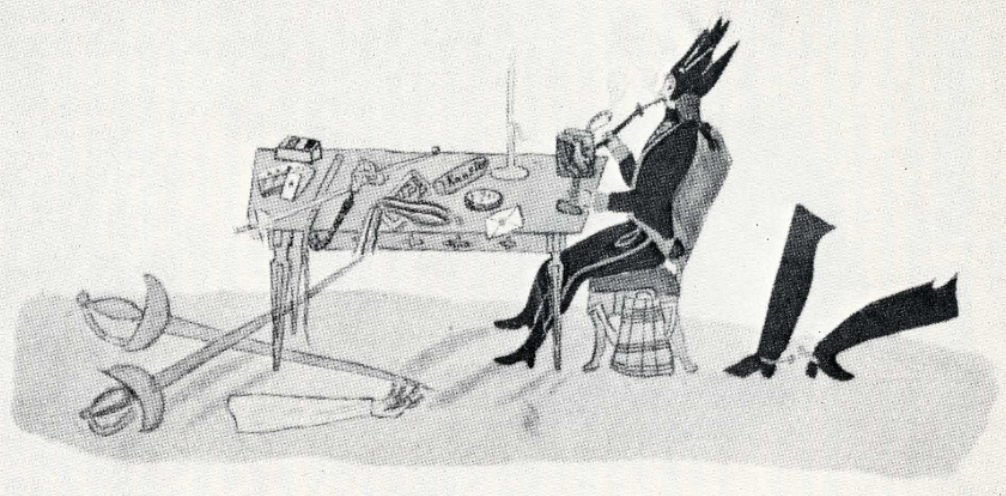
Erstes Band (1800)

Zur Entstehung der Studentenorden berichtet Hoede, dass die Landsmannschaft der Moselländer in Jena im Siebenjährigen Krieg „fritzisch“ eingestellt gewesen sei. Dadurch sei es zu Schlägereien mit Preußenfeinden gekommen, dass sie beschlossen habe, ihre Zusammenkünfte auf den Zimmern, d. h. geheim, stattfinden zu lassen. 1762 habe diese Landsmannschaft in ihrem damals neu verfassten
Gesetz dem Senior fast unumschränkte Gewalt eingeräumt. Zu seiner Unterstützung seien Subsenior und Sekretär eingesetzt worden, während die Aufnahme erst nach strenger Auslese in einem förmlichen Verfahren stattgefunden habe. Damit seien zwar
die Voraussetzungen für einen engeren Bund mit größerer Festigkeit geschaffen worden, aber unabhängig von der Freimaurerei.

### 19. Jahrhundert
Die alten Landsmannschaften verschwanden zum Ende des 18. Jahrhunderts durch die ständige Bekämpfung. Nur in Göttingen bestanden sie noch bis 1812. Sie wandelten sich ab 1808 in Corpslandsmannschaften um und schlossen sich 1809 zum Göttinger Senioren-Convent zusammen. Der erste Göttinger SC-Comment wurde im Frühjahr 1809 mit dem Titel „Allgemeiner Komment der Göttinger Burschenschaft“ von vier Corpslandsmannschaften unterzeichnet.
Infolge des Verbots der Orden Anfang Juni 1792 durch Herzog Karl August von Weimar mittels des Conclusum Corporis Evangelicorum, bestätigt und erweitert im Juni 1793 durch einen Abschied des Immerwährenden Reichstages in Regensburg im gesamten Deutschen Reich, gewann landsmannschaftliche Konzept (aber mit Übernahme der straffen Ordnung und der Reglements der Orden) an Bedeutung. So entstanden um das Jahr 1800 die ersten der später Corps genannten Verbindungen, die sich zunächst die unterschiedlichsten Namen gaben: Gesellschaft, Kränzchen, gar Clubb und zur allgemeinen Sprachverwirrung auch Landsmannschaft.
Daniel Ludwig Wallis berichtet 1813 über das Leben an der Georg-August-Universität Göttingen. Zu den Gründen des landsmannschaftlichen Prinzips bei der Formierung von studentischen Gemeinschaften schreibt er:

„Man halte sich zu seinen Landsleuten, und suche nicht, unter Unbekannten sich einen Kreis von Freunden oder steten Gesellschaftern zu bilden. Dieß ist aus mehreren Gründen verwerflich; man verliert die Liebe und das Zutrauen zu jenen, und findet sich am Ende schrecklich betrogen, denn leider ist der Spruch nur zu oft wahr: ‚donec eris felix multos numerabis amicos‘; diese neugeschaffene Freundschaft ist selten ächt und herzlich. Und man hat gewiß immer an seinen Landsleuten die besten Stütze in Verlegenheiten, den besten Rath in häuslichen Angelegenheiten, und die beste Hülfe bey Zwistigkeiten mit Dritten. In der Regel gerathen diejenigen, welche sich von ihren Jugendfreunden, Schul-Kameraden oder Landsleuten abziehen, auf Abwege, werden liederlich, verschwenderisch und ruinieren Geist und Körper.“

So reichte in Göttingen von den 1809 bestehenden fünf Landsmannschaften, der Kurländer, Friesen, Hannoveraner, Vandalen und Westfalen die letztere bis in das Jahr des Universitätsjubiläums 1787 kontinuierlich zurück. Hier kamen noch 1810 die Hessen, 1811 die Pommern hinzu. Im Jahre 1812 kam es zu einer großen Untersuchung, in deren Folge am 7. März 1812 alle Studenten dieser Landsmannschaft dem Prorektor schwören mussten, keine neue wieder aufzumachen. Somit wurde kurzerhand unter der Bezeichnung Corps wieder aufgemacht.